# Lugartenencia de Játiva

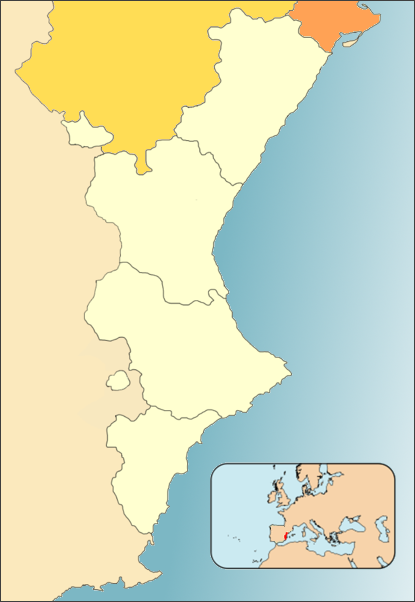
La Gobernación de Játiva comprendía el enclave de Caudete.

La Gobernación de Játiva, también conocida como governació dellà Xúquer, fue una antigua demarcación administrativa del Reino de Valencia, una de las tres en que fue subdividida la gobernación de Valencia, de aquí que a veces aparece con el nombre de sots-governació; de origen medieval y que subsistió hasta el decreto de Nueva Planta de 1707. Esta gobernación, tuvo periodos donde fue independiente de la de Valencia, como fue la Gobernación de Orihuela sobre todo los primeros siglos de existencia del el antiguo Reino de Valencia.

## Territorio
Comprendía la parte del Comunidad Valenciana entre el río Júcar y la línea de Biar en Busot, límite meridional del Reino de Valencia desde la conquista de Jaime I hasta la incorporación de la mitad norte del Reino de Murcia el 1305 y en consecuencia de la gobernación de Orihuela. Su gobernador era lugarteniente del gobernador de Valencia (es decir, del portavoz del gobernador general del reino), que tenía jurisdicción sobre él excepto en los periodos que la gobernación fue independiente de la de Valencia.
A raíz de los Decretos de Nueva Planta la gobernación medieval fue recreada por el gobierno borbónico el 1707. Esta segunda Gobernación llamada también gobierno, partido o corregiment de Xàtiva (corregimiento de Játiva o de San Felipe). Comprendía la Costera (excepto el valle de Montesa), el Valle de Albaida (excepto el Alforí y Agullent), la Valldigna, un sector de la Safor (Jaraco, Jeresa, Rótova, Lugar Nuevo de San Jerónimo, Castellonet, Palmera, Almiserat, Ador, Alfahuir) y un sector de la Ribera Alta (Énova, San Juan de Énova, Puebla Larga, Señera, Villanueva de Castellón, Rafelguaraf, Manuel).
Con la división provincial de 1833 la gobernación fue suprimida definitivamente.

## Gobernadores de Játiva
- Conrad de Lanza (1280-1281)[4]
- Ximen Zapata (1282)[4]
- Bernat de Bellvís (1283-1285)[4]
- Ramón de Santleir (1286-1288)[4]
- Jaume Castellano (1289-1305)[4]
- Gombau de Entença (1306-1321)[4]
- Ponç de Almenar (1322-1373)[4]
- Pau de Esterme (1374-1398)[4]
- Francesc Ponç de Fenollet (1399-1412)[4]
- Joan Roglà (1413- ? )[4]
- Lluís Ferrer[5]
- Ventura Ferrer (1686-1698)[6]
- Francesc de Milà y Aragón[7]
- Joan Jacinto Tàrrega y Salvador (? -1707)